# Плотина Гордон
Плотина Гордон (англ. Gordon Dam) — гидроэлектростанция на реке Гордон в штате Тасмания, Австралия. Высота сооружения — 140 метров (5-я в стране).
В 1963 году правительство Австралии предоставило грант в размере 5 млн долларов США на сооружение плотины на реке Гордон, и в 1974 году строительство было завершено. Автором проекта является доктор Серхио Гуадичи, известный по работе над плотиной Кротти. Однако, плотина Гордон стала единственной подобной постройкой на этой реке, несмотря на протекцию политиков региона.
Образованное в ходе затопления русла реки водохранилище имеет незначительные размеры в районе створа ГЭС из-за горного рельефа окружающей местности, а также большой пропускной способности гидросооружения. Объём составляет 12,5 км³. Плотина арочно-гравитационного типа.